# Weicherdange
Weicherdange (Luxemburgs: Wäicherdang, Duits: Weicherdingen) is een plaats in de gemeente Clervaux en het kanton Clervaux in Luxemburg.
Weicherdange telt 206 inwoners (2001).

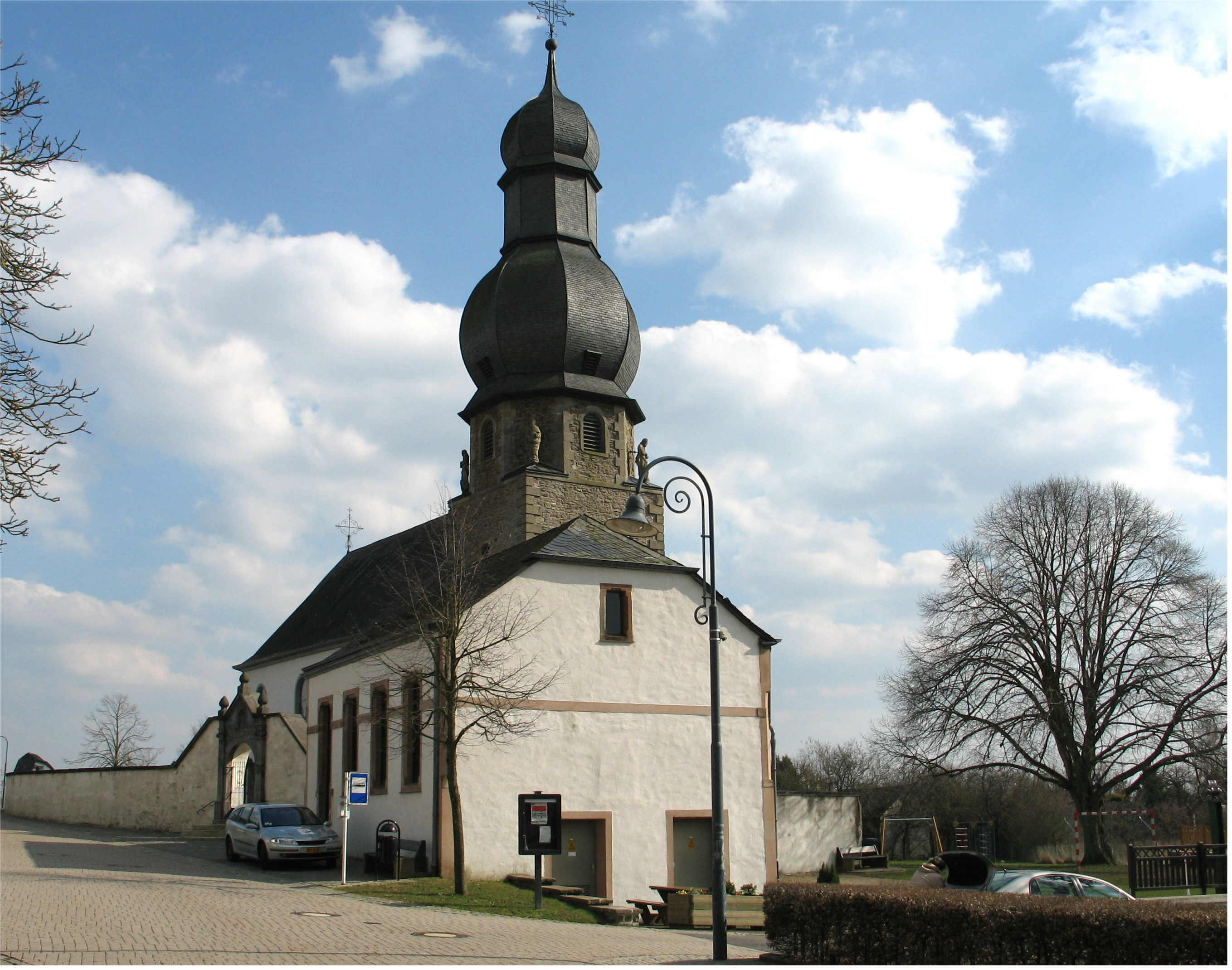
Kerk in Weicherdange